# 페센잔
페센잔(페르시아어: فِسِنجان) 또는 호레셰 페센잔(페르시아어: خورش فِسِنجان)은 고기에 로브 아나르와 곱게 간 호두를 넣어 끓인 이란 요리로, 호레시의 일종이다. 테헤란 방언에서는 페센준(페르시아어: فسنجون)으로도 부른다.
이 요리는 독특한 견과류 향, 신맛, 단맛을 전해주는 뿌리껍질처럼 진한 크림 소스를 가지고 있다. 오리, 닭, 혹은 고기고기와 같은 다양한 고기로 만들 수 있으며, 보통 사프란 라이스와 함께 제공된다.
여럿이 페센잔을 좋아하는데, 어떤 사람들은 그것을 떫고 신 맛이 강한 페센잔을 선호하고, 어떤 이들은 달콤하고 단맛이 강한 페센잔을 선호한다.

## 요리법
페센잔 (Fesenjan)의 다진 고기 버전을 만들기 위해 필요한 재료는 다음과 같다:
- 호두: 500 그램
- 다진 고기: 300 그램
- 중간 크기의 양파: 2 개
- 석류 페이스트: 3~5 큰술
- 설탕: 2 큰술
- 물: 5 컵
- 식용유, 소금, 후추, 고추가루: 필요한 양

요리 준비 시간은 대략 40분이고, 요리 소요 시간은 대략 3시간이다.
페센잔(فسنجون) 요리법:
1. 호두를 고기 가루나 모니렉스로 갈아주세요. 그런 다음 약한 불에서 가열하면서 가볍게 휘젓습니다. 조금 휘젓은 후에 손으로 그 온도를 확인하고 너무 뜨거워지지 않도록 주의하세요. 그렇지 않으면 쓴 맛이 나게 될 수 있다.
2. 호두가 약간 뜨거워진 후에 찬물을 냄비에 추가한다. 이 작업은 호두 오일을 분리시켜 소스가 윤기 있게 되고 더 자리 잡도록 한다.
3. 석류 페이스트를 추가하고 가볍게 젓고 약한 불에 둔 상태를 유지한다.
4. 이 동안에 갈고 담배케 한다고 하는 2 개의 양파와 원하는 양의 양념을 가진 다진 고기로 고기 고기를 만들어 보세요. 고기를 냄비에 넣어 물이 조금 흡수되도록 하고 그 후에 기름을 추가한다. 고기가 스스로 물을 내고 나서 완전히 익을 때까지 익한다.
5. 호두, 물, 그리고 석류 페이스트를 30분 동안 가스 레인지에 올려 두면서 10분마다 한 번씩 섞어주세요. 그렇게 하면 소스가 바닥에 붙지 않도록 한다.
6. 쿠쿠가 끓이는 동안 나머지 1/4 부분에는 고기, 양파, 그리고 설탕을 추가하세요. (고기를 단단하게 만들려면 설탕을 조금 더 추가하세요. 식사의 단맛을 확인하기 위해 이 단계에서는 조금 맛보지 마세요. 설탕은 아직 음식에 흡수되지 않았다.)[4]

페센잔(فسنجان) 요리를 만들 때 흔한 문제 중 하나는 모든 단계를 정확하게 따라가면서도 만들어진 요리가 충분한 오일을 내지 않는 것이다. 아마도 알고 계시겠지만 페센잔의 가장 중요한 성분 중 하나는 호두이다.
이러한 이유로 페센잔(فسنجان)에 사용되는 호두는 반드시 고품질이고 신선해야 한다. 이렇게 해야만 맛있고 풍부한 오일의 요리를 만들 수 있다. 페센잔에 가장 적합한 호두는 먼저 이란산이며, 풍부한 오일을 가지고 있어야 한다.
두 번째로, 호두가 오래되지 않아야 한다. 즉, 그들이 많은 연수를 거치지 않았어야 한다. 페센잔을 만들 때 호두를 구매할 때마다 호두 색소를 누르고 부수어 보세요. 만일 손이 약간 미끄러워진다면, 그 호두는 페센잔 요리에 적합한 것이다.

## 같이 보기
- 고르메 사브지
- 게이메